# ليزلي ماغنوس
ليزلي ماغنوس هي لاعب هوكي الحقل كندية، ولدت في 6 أكتوبر 1977.